# ラ・バンの聖母

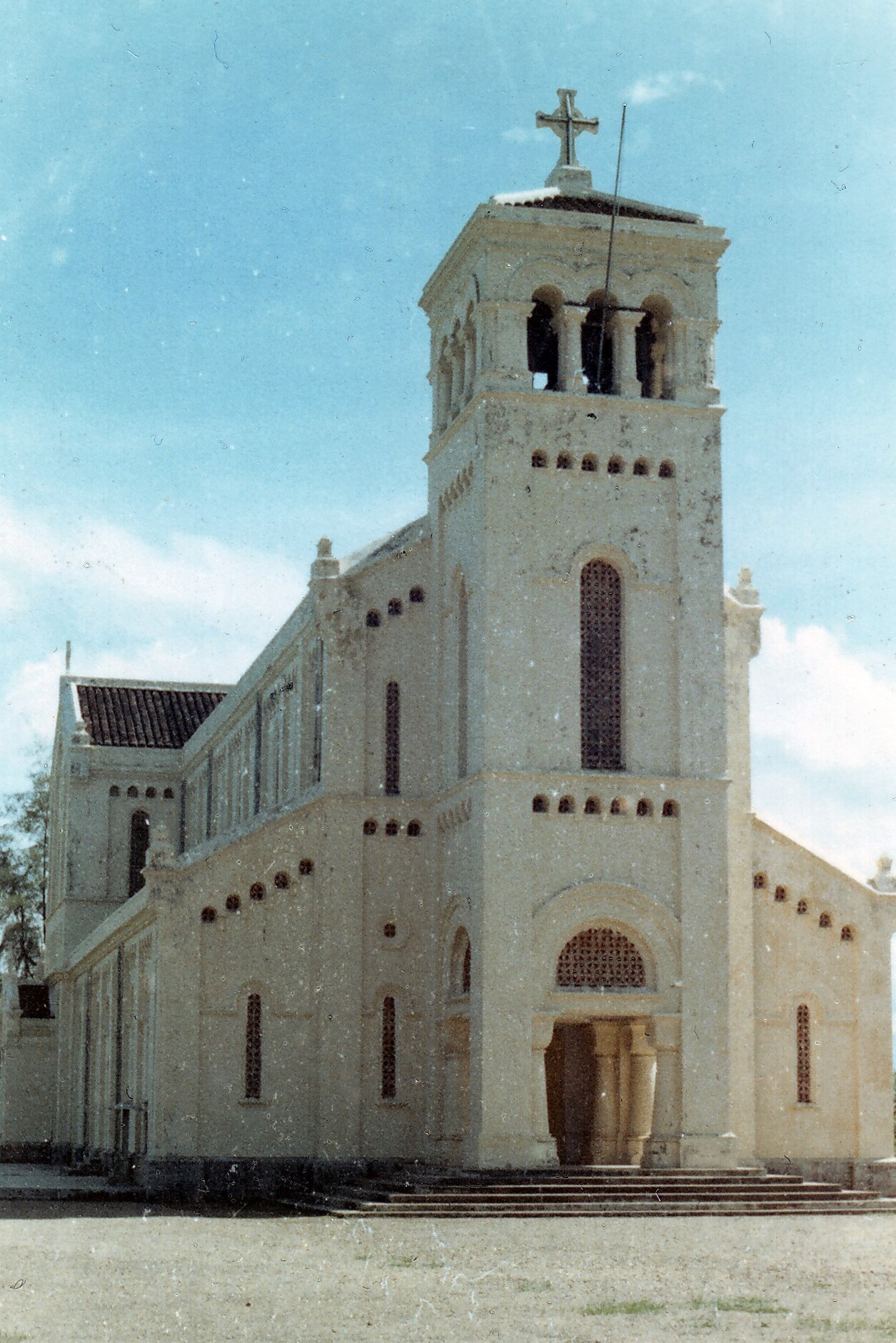
破壊される前のラ・バンの聖母教会（1967年撮影）

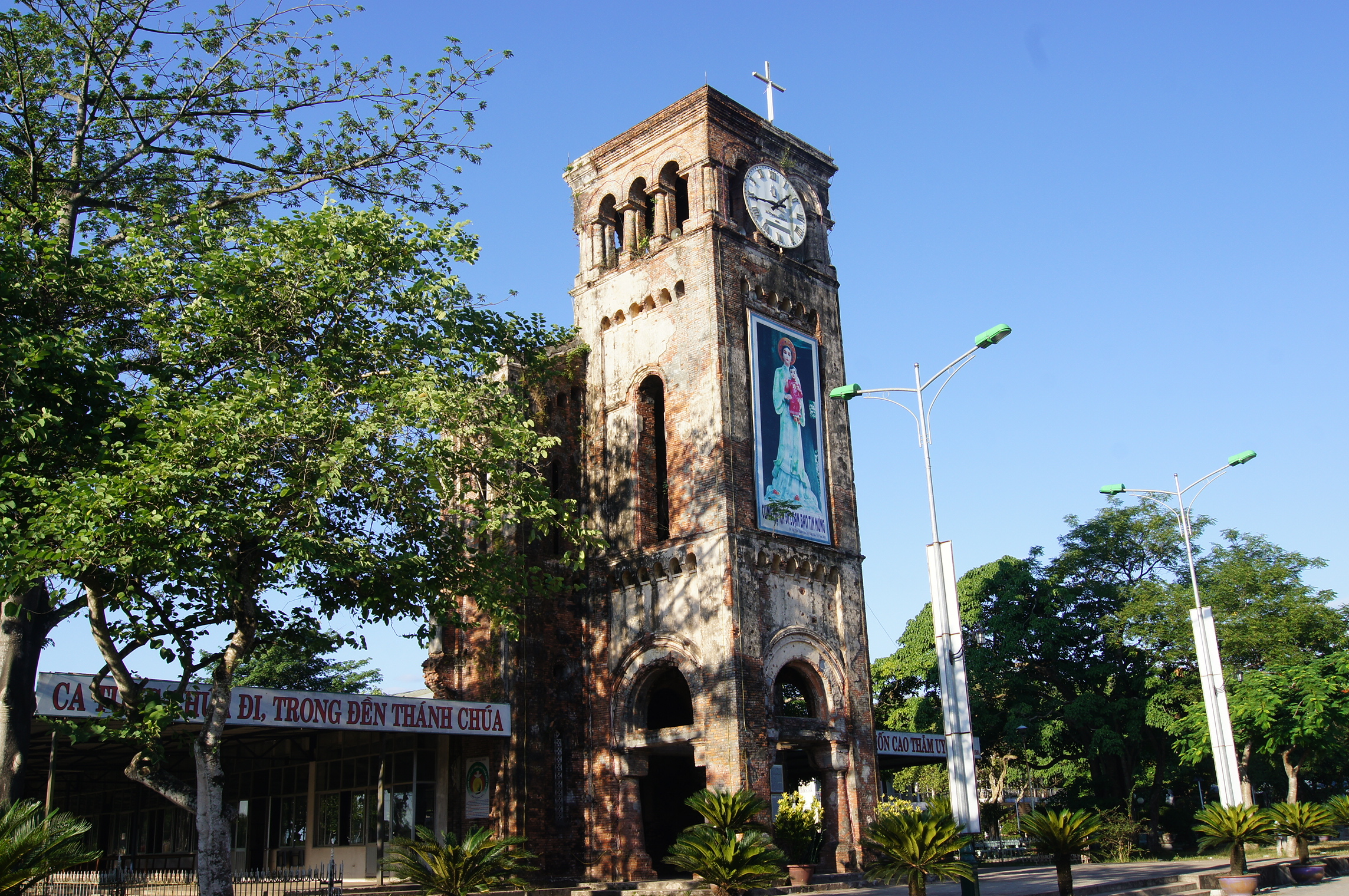
破壊されたラ・バンの聖母教会（2011年撮影）

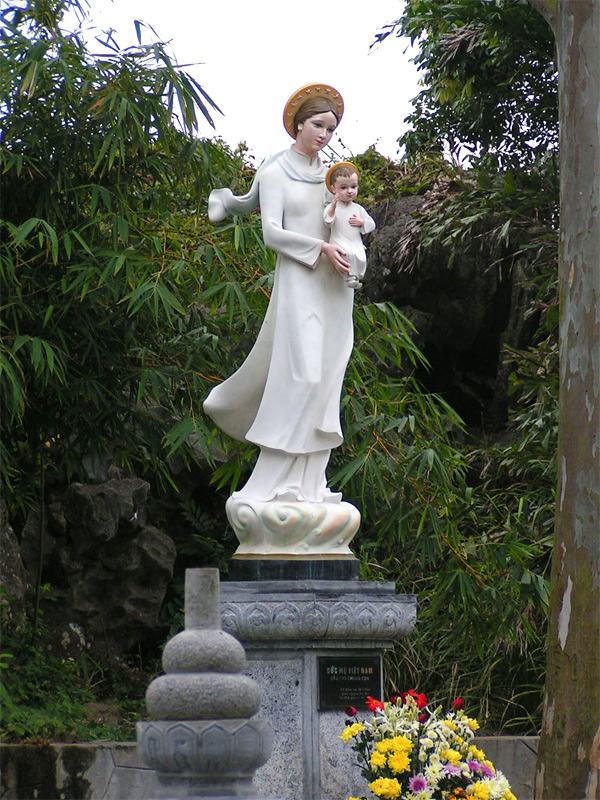
ラ・バンの聖母像

ラ・バンの聖母（ラ・バンのせいぼ、ベトナム語: Đức Mẹ La Vang / 德媄羅榮）は、ベトナムにおいてカトリック信者が迫害を受け殺害されている時に報告されている聖母の出現である。 ラ・バンの聖母聖堂は、クアンチ省ハイラン県のハイフーにある。

## 歴史
カトリックの広がりを恐れていた西山朝（タイソン朝）富春朝廷の景盛皇帝（カイン・ティン皇帝、阮光纘）は、1798年にカトリックの信仰を国内において禁止した。その後すぐにカトリック禁止令において、信者たちの迫害を開始した。
多くのカトリック信者の人々は、クアンチ省のラバン（羅栄）にある熱帯多雨林で避難先を捜した。そして多くの者が重病にかかった。
ジャングルに隠れている間、カトリック信者の人々は毎夜徒歩で集まり、ロザリオの祈りを唱えた。ある一夜、聖母の出現が彼らを驚かせた。
木の枝に聖母が出現し、ベトナムの伝統的なアオザイの服をきて腕には子供を抱えていた。
2人の天使が彼女のそばに控えていた。
人々はこの光景を聖母と幼児のイエス・キリストが出現したものと考えた。
彼らが言うには、聖母は彼らを慰め、病気を治療するために木から葉を取り、その葉を沸騰させるように彼らに言った。
古い言い伝えでは、「ラ・バン」は「叫んでいる」と言う意味の言葉の派生語であった。
また「ラ」は「葉」を意味し、そして「バン」は「薬草の種」を意味する。現代の学者たちは、古代の習慣で場所に名をつけるのに、植物の原産地域を使ったのではないかと考えている。
1802年にはキリスト者たちは自分の村に帰り、ラバンにおける聖母の出現の話と彼女のメッセージを広めた。聖母の出現は広まり、多くの人々がこの地区に祈りに来て、寄付を申し出た。1820年に聖堂が建設された。
1830年から1885年にかけて、もう一つキリスト者たちへの大きな迫害が起こり、多くのキリスト者住民が殺された。この迫害が最高潮に達した時、ラ・バンの聖母を讃える聖堂は破壊された。1886年に、新しい聖堂の建設が始まった。その完成後、ガスパル司教は1901年にキリスト者の助けの聖母を記念して、聖堂を奉献した。
1954年12月8日、ラ・バンの聖母像がチーブー（Trí Bưu / 智郵）から聖堂に戻された。ベトナムの司教協議会は無原罪の御宿りの栄光のもと、ラ・バンの聖母教会をベトナム国の聖堂として選んだ。1961年4月13日にラ・バンはベトナム国の聖母の中心地となった。1961年8月22日、教皇ヨハネ23世はラ・バンの聖母教会を小バジリカ級のランクに選んだ。
1998年6月19日、教皇ヨハネ・パウロ2世は公式にラ・バンの聖母の重要性を認めた。そして、最初の出現から200周年を祝い、ラ・バンの聖堂を大聖堂に建てなおすことを望んでいると表明した。
レ・スアン・ニュアン調査員は、英語のネットフォーラム”vnforum@vnforum.org ”上で、既に亡くなっている年老いた信者たちの出現に関する証言をもとにチーブーの司教代理が書いた報告書を、否定する論説を書いた。
ヨハネ・パウロ2世は1998年8月12日にオッセルヴァトーレ・ロマーノで出現が本当であったと証明する報告書がないことを記している。
またベトナムのカトリック界の名士であるグエン・リ・トゥオン氏（Nguyễn Lý Tưởng / 阮理想）は1998年8月15日論文を書き出版しているが、そこにこのように引用されている。
「チーブー教区司祭がその地方の年老いた信者に訊ねた。これらは彼らが死にかけている時で、終油の秘跡と告解を待っている時であった。「あなたは真実を話すと誓わなければならない、あなたが自分の両親、祖父母に聞いた話です。彼らから、ラ・バンにおいて過去に聖母の出現について何か聞いていますか。」全ての者が「はい」と答えた。「その出来事は約100年前に起こった。聖母の出現は約100年早かったのだ。」
天国に行くことを許されないことを恐れたそれらの目撃者は「はい」と答えなくてはならなかったこのことが事態を長引かせることとなった。彼らが生まれるかなり昔の事である。
彼ら自身はなにも見ていないし証言にならない。これがバチカンの否定的な態度の理由である。